# Julienne (cráter)
Julienne es un minúsculo cráter lunar ubicado en el Palus Putredinis (al sudeste del Mare Imbrium), en el terreno irregular situado al sureste del prominente cráter Archimedes, y a unos 12 km al oeste del lugar de aterrizaje del Apollo 15 en la Rima Hadley.
Tiene una característica en forma de pesa de gimnasia, con muchos cráteres más pequeños a su alrededor. La superficie de este cráter está atravesada por el sistema de marcas radiales del cráter Autolycus, situado al noreste. Aparecen hendiduras estrechas en la superficie al norte y al sur de Julienne, con una región montañosa al oeste.
El nombre de Julienne fue reconocido oficialmente por la UAI en 1976.
|  |  |  |